# Justin Schlünken
Justin Schlünken (* 20. März 1995) ist ein deutscher Basketballtrainer.

## Werdegang
Schlünken spielte ab dem zwölften Lebensjahr Basketball beim USC Leipzig. Er verbrachte als Jugendlicher ein Jahr an einer Schule in den Vereinigten Staaten und begann hernach im Nachwuchsbereich des USC eine Trainertätigkeit. Im Anschluss an seine Schulzeit leistete Schlünken ein Freiwilliges Soziales Jahr beim USC Leipzig ab. Er gehörte ebenfalls zum Trainerstab der Mitteldeutschen Auswahl. Die männliche U16 des USC Leipzig führte er in die Jugend-Basketball-Bundesliga, im Herrenbereich betreute er die Leipziger Mannschaft in der 2. Regionalliga.
2018 wechselte Schlünken als hauptamtlicher Trainer in den Nachwuchsbereich des Bundesligisten Telekom Baskets Bonn. Zwei Jahre arbeitete er in Bonn.
Schlünken ging ins österreichische Graz, wurde Mitglied des Trainerstabs des UBSC Graz. Ab 2021 war er Assistenztrainer der UBSC-Herrenmannschaft unter Cheftrainer Ervin Dragšič. Schlünken schloss in Österreich sein Hochschulstudium im Fach Psychologie ab. Im Sommer 2022 wechselte er nach Wien zu den Vienna D.C. Timberwolves und war dort im Spieljahr 2022/23 Assistenztrainer der Erstligamannschaft unter Hubert Schmidt sowie Cheftrainer der männlichen U19-Mannschaft. Als Schmidt im Sommer 2023 das Cheftraineramt bei den Wienern abgab, wurde Schlünken sein Nachfolger bei dem Erstligisten. Nach dem Ende der Saison 2023/24 zog der Verein die von Schlünken betreute Mannschaft aus wirtschaftlichen Gründen aus der höchsten österreichischen Liga in die zweite zurück. 2024 übernahm er auch das Amt des österreichischen U18-Nationaltrainers.